# Universidad Nacional del Océano de Taiwán

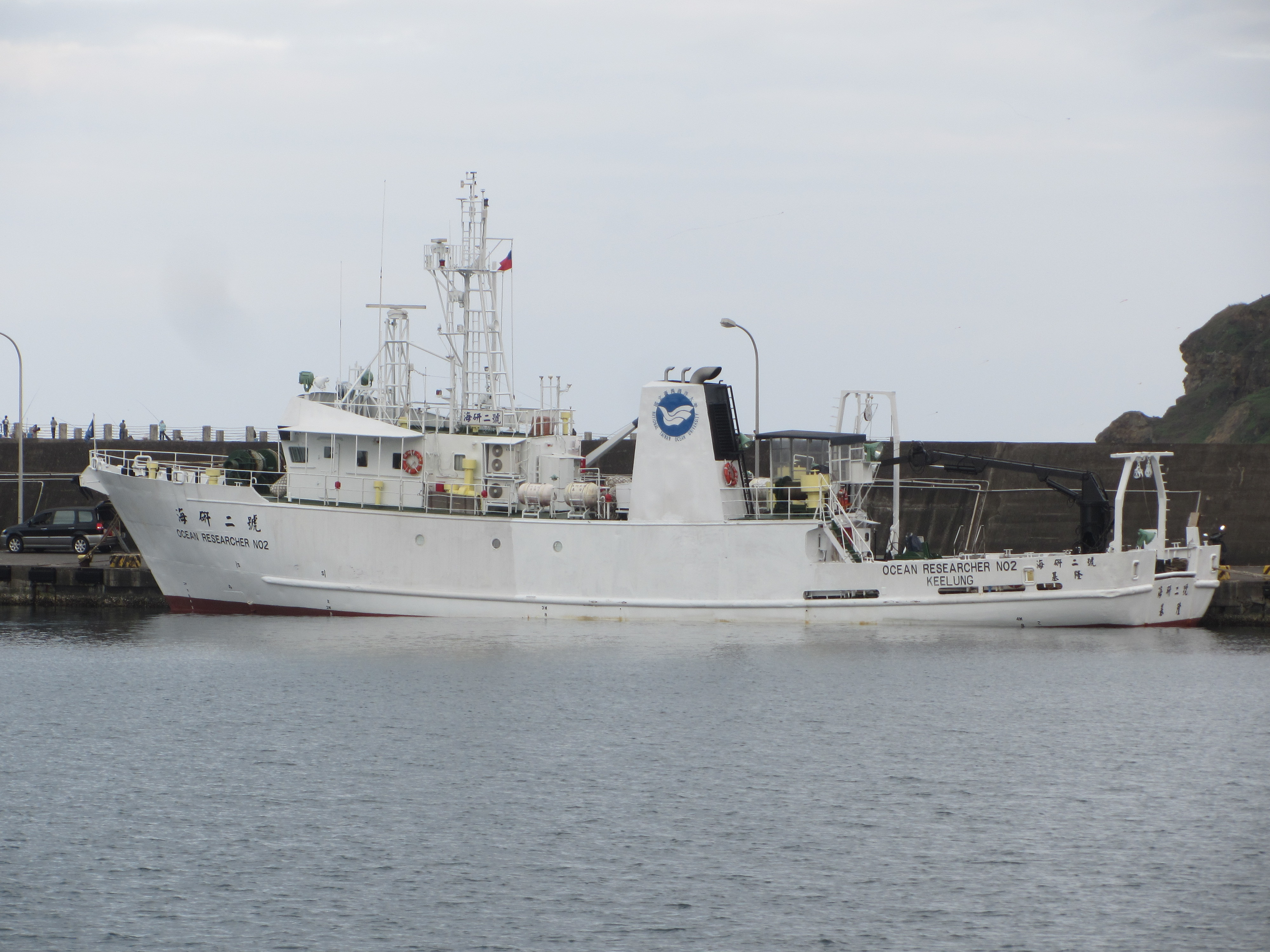
Barco de investigación de la Universidad Nacional del Océano de Taiwán.

La Universidad Nacional del Océano de Taiwán (en inglés: National Taiwan Ocean University, siglas NTOU; en chino: 國立臺灣海洋大學) es una universidad nacional taiwanesa especializada en investigación marina. Está ubicada en el Distrito de Zhongzheng, en Keelung, Taiwán. La NTOU es miembro del Sistema Universitario de Taipéi.

## Historia
Creada originalmente en 1953, la NTOU fue en un principio una Escuela provincial de tecnología marítima (Provincial Taiwan Maritime Technology College, en inglés). En 1979, recibió el nombre de National Taiwan College of Marine Science and Technology. Diez años más tarde, la institución fue rebautizada nuevamente  y pasó a tener su nombre actual, Universidad Nacional del Océano de Taiwán. En julio de 2019 se inauguró el primer campus en Beigan, Lienchiang, en las Islas de Matsu.

## Egresados
- Tong Chang-rong, el alcalde de Keelung (2007-2014)
- Fan Chen-tsung, Ministro del Consejo de Agricultura (2002)
- Lee I-yang, el ministro del Interior (2006-2008)
- Liu Wen-hsiung, miembro de Yuan Legislativo (1999-2008)
- Wu Nai-ren, Secretario General del Partido Democrático Progresista (2000-2002, 2009, 2010)